# Grand Turk Island
Grand Turk ist die größte und nördlichste Insel der Turks-Inseln, welche gemeinsam mit den rund 35 Kilometer nordwestlich gelegenen Caicos-Inseln das britische Überseegebiet der Turks- und Caicosinseln bilden. 
Auf Grand Turk liegt Cockburn Town, die Hauptstadt der Turks- und Caicosinseln. Grand Turk gilt als administratives, historisches, kulturelles und finanzielles Zentrum des Überseegebiets und hat mit 4831 Einwohnern (Stand 2012) auch die zweitgrößte Bevölkerung aller Inseln, nach Providenciales. Unweit von Cockburn Town befindet sich mit dem JAGS McCartney International Airport ein Flughafen.
Das 2012 gestrandete Schiff Mega One Triton wurde als Touristenattraktion und Fotomotiv bekannt.